# 49 Pales

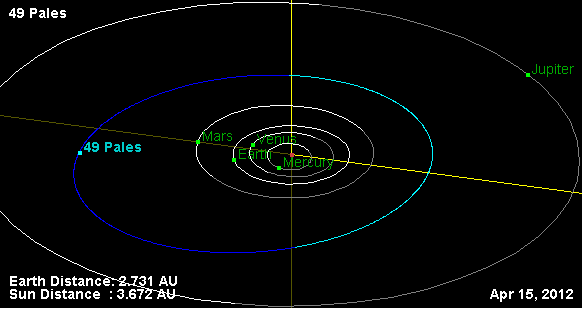

49 Pales (in italiano 49 Pale)  è un grande e scuro asteroide della fascia principale.
Pales fu scoperto da Hermann Mayer Salomon Goldschmidt il 19 settembre 1857 all'Osservatorio astronomico di Parigi (Francia). Jean-Baptiste Elie de Beaumont, un geologo francese, lo battezzò così in onore di Pale, la dea della religione romana protettrice della terra e dei pastori. 48 Doris e 49 Pales, scoperti lo stesso giorno, sono soprannominati Les Deux Jumelles, le due gemelle.
Nel 1979 Edward F. Tedesco ha suggerito l'esistenza di una luna dell'asteroide in base ai dati ricavati dalla sua curva di luce.